# ژاوی خینار
ژاوی خینار (انگلیسی: Xavi Ginard؛ زادهٔ ۱۱ اکتبر ۱۹۸۶) بازیکن فوتبال اهل اسپانیا است.
از باشگاه‌هایی که در آن بازی کرده‌است می‌توان به باشگاه فوتبال سابادل، باشگاه فوتبال ویرا، باشگاه فوتبال آریس سالونیک، و باشگاه فوتبال بارسلونا اشاره کرد.